# Piskijker

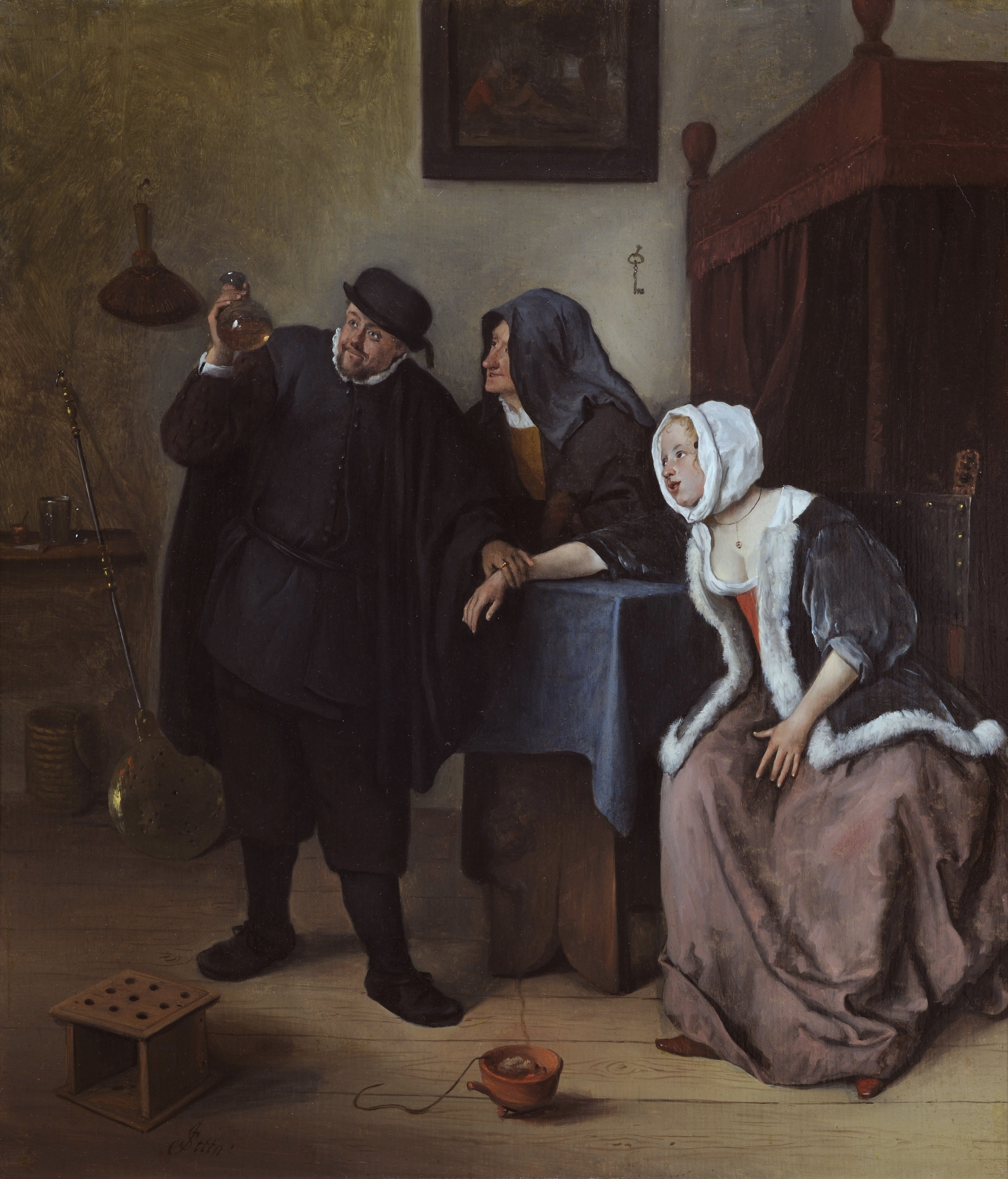
"De piskijker" door Jan Steen (ca. 1633-1635)

Een piskijker is een historisch beroep, vergelijkbaar met een geneesheer en kwakzalver. In dit geval iemand die uit het ochtendwater kon opmaken welke ziekte de betreffende persoon onder de leden had en advies gaf of medicijnen verstrekte om de ziekte te genezen. Ook kon de piskijker aan de kleur en geur van de urine van een patiënt opmaken of bijvoorbeeld een vrouw zwanger was of niet. De piskijker was eeuwenlang een thema in de schilderkunst. Te zien is dan hoe een arts bij de patiënt een urinaal omhoog houdt om bij doorvallend licht het water van de zieke te beoordelen.
Het idee achter de uroscopie (het 'piskijken') was reeds in de oudheid bekend. Ongeveer 1000 jaar v.Chr. wist men al dat als men simpelweg urine op de grond gooide en er dan insecten op afkwamen, dat dat kon wijzen op iets wat vooral voorkwam bij mensen met steenpuisten. Die ontstaan namelijk vaak bij suikerziekte, een aandoening waarbij glucose in de urine terecht komt. Hippocrates van Kos schreef 2400 jaar geleden al dat kleur- en geurveranderingen van urine duidden op koorts. De Perzische arts Ismail van Jurjani schreef rond het jaar 1000 dat er zeven verschillende observaties aan urine gedaan konden worden: de hoeveelheid, de stroperigheid, kleur, geur, transparantie en neerslag- en schuimvorming.

## Andersoortig gebruik
De term 'piskijker' wordt soms nog gebruikt als spottende benaming voor een dokter. Niet zo vreemd, want op afbeeldingen uit de middeleeuwen en uit latere tijd herkent men de geneesheer aan de pisbokaal in de hand. Sinds de late middeleeuwen was het urinaal ook te vinden op uithangborden bij een dokterspraktijk.

## Bekende piskijker
- Pieter van Bijsterveld (1870 - 1950), die zich omstreeks 1895 in Rotterdam vestigde.[5][6]